# Slaveri i Malaysia

British Malaya cirka 1922

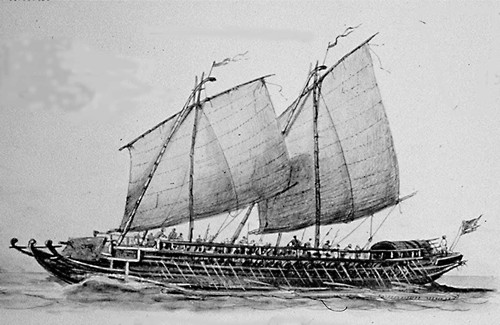
Ett av Iranunfolkets krigsskepp, lanong. Skepp av detta slag användes allmänt för slavräder av piraterna i Suluhavet.

Slaveriet i nuvarande Malaysia avskaffades slutgiltigt 1915 i vad som då var Brittiska Malaya och Brittiska Borneo (Brunei, Sabah, Sarawak och Labuan). 
Från 1300-talet bestod dessa områden av islamiska sultanat, som förslavade icke-muslimer.  Under 1800-talet hamnade området under brittiska kolonialimperiet, som började avskaffa slaveriet gradvis från 1870-talet till det slutgiltiga förbudet i hela Malaysia (Brittiska Malaya) 1915.

## Historik

### Bakgrund
Slaveriet i Malaya är blygsamt känt fram till islams ankomst på 1300-talet. Genom majoritetsbefolkningens konvertering till islam på 1300-talet finns mer information om slaveriet i de malajiska sultanaten. 

### Slavhandel
Förslavandet av muslimer förbjöds i islamiska lag, vilket innebar att icke-muslimer blev måltavlor för slaveri. 
Slavar anskaffades genom fem huvudsakliga metoder; genom slavräder mot icke-muslimska bergsfolk (bumiputra), under vilka män och äldre kvinnor dödades medan unga kvinnor och barn togs som slavar; genom slavhandlare som tillfångatog och sålde slavar i Indonesien och Filippinerna; genom slavar som fördes till Malaya av pilgrimer på väg tillbaka till Mecka (dessa var normalt afrikaner); genom kriminella som valde att byta de kroppsstraff de hade dömts till mot slaveri; och genom skuldslaveri.
Skuldsslavar hade högst status: de ansågs inte vara äkta slavar eftersom de hade rätten att köpa sig fria om de eller deras familjer kunde betala skulden, även om det sällan hände.
Batek- och Orang Asli-folken tvingades flytta sina byar längre inåt land för att undvika slavräderna mot deras bosättningar. 
Slavräderna mot Batekfolket varade länge i folkminnet, och under resenären Endicotts besök i Batek i Kelantan år 1981 kommenterade medlemmar ur denna etnicitet om slavtiden:
"always track us, and when that was done they would take us they would hit us, like me here, he would beat me, take my child.... they would sell... They would beat us until there were no Batek left".

### Slavmarknad
En anledning till att slaveriet var så vanligt i Malaya var därför att det låga befolkningsantalet gjorde det svårt att skaffa arbetskraft,  och utöver de slavar som användes som husslavar i sultanernas och rika personers hushåll användes slavar till alla upptänkliga typer av arbeten, som hantverkare och jordbruksarbetare.
Manliga slavar användes till olika typer av arbeten, både i hushållen och för grövre arbeten i hamnarna. Kvinnliga slavar användes i hushållen som tjänare som sexsslavar (konkubiner) i harem. Slavar användes framför allt vid de kungliga hoven och av hövdingar och andra överklasspersoner. Sultan Abu Bakar av Johor (regent 1886-1895) fick två kirkassiska slavflickor som konkubiner av den osmanska sultanen: Rukiye Hanim och Hatice Hanim, av vilka den förstnämnda gavs till sultanens bror prins Ungku Abdul Majid bin Temengung Ibrahim och den andra blev hustru till sultanen själv.

### Avskaffande
Kolonialmakterna avskaffade slaveriet gradvis stat för stat i Sydostasien. När britterna fick kontroll över Malaya importerade de stora antal indiska och kinesiska kulier, fria arbetare som arbetade för så låga löner att de blev billigare än slavar, vilket gjorde att flera sultaner var villiga att tillmötesgå britterna när de utsattes för press att avskaffa slaveriet i sina enskilda sultanat.
Britterna var officiellt emot slaveri och slavhandel i alla områden under deras kontroll efter 1833, men i praktiken avstod de ofta från att ingripa för att inte stöta sig med inhemska makthavare, och ingrep till exempel inte mot sultanen av Johor i sammanhanget.
Britterna drev en aktiv abolitionistpolitik från 1870-talet i de enskilda malajiska staterna; de framtvingade ett förbud i Perak 1875, och 1887 infördes en lag om registrering av slavar i Pahang, samtidigt som slavarna gavs samma lagliga skydd som fria medborgare, något som underminerade slaveriet och ledde till uppror 1891-1894. 
Enligt en brittisk rapport på 1880-talet var det nödvändigt att ingripa flera seder i Pahang, som "unlimited corvee, [and] the right of the Sultan to force women and children into his harem, were all abusers that had to be taken on, but only gradually and with sufficient civil servants, polic and military on the ground".
Det reella avskaffandet mötte ofta opposition. Den brittiska Residenten James W. W. Birch i Preak mördades 1875 av slavhandlaren Lela Pandak Lam sedan han hjälpt slavar att rymma från sultan Abdullah Muhammad Shah II av Peraks harem. Dessa händelser utlöste Perakkriget 1875-1876. 
Den brittiska kolonialmyndigheten avskaffade slaveriet i Brittiska Malaya 1915.  
Det var den sista delen av Malaya där slaveriet avskaffades, men slaveri i olika former förekom trots detta i praktiken även efter.

### Efterspel
Trots britternas formella åtgärder fortsatte förekom slaveriet dock ännu under 1920-talet i både Malaya och Brittiska Borneo.
Den lag som infördes mot mui tsai-slaveriet i Hongkong infördes formellt i Straits Settlements och Federated Malay States 1925, men tillämpades inte.
Committe of Experts on Slavery vid Nationernas förbund bildade 1933 Advisory Committee of Experts on Slavery (ACE) med George Maxwell som ledande representant, och begärde rapporter från kolonialmakterna, däribland den brittiska. 
Maxwell litade inte på britterna, som ofta försökte undvika att lägga sig i känsliga frågor de uppfattade kunde väcka oro, och drev kraftfullt den vanliga seden att sälja barn, ofta kineser eller teochiu, under täckmantel av adoption, och drev även frågan att klassificera Mui Tsai-flickor som slavar, och Straits Settlements förbjöd detta 1933.
Försäljningen av kinesiska barn, som flickor till bordeller i form av mui tsai, förbjöds i Straits Settlements och Federated Malay States 1937 och sedan Hongkong 1938 genom striktare registrering av adoptioner, som brukade användas som täckmantel för detta.
Genom de nya reglerna under 1930-talet bedömdes slaveriet slutligen vara helt avskaffat i Malaysia i laglig mening.